# بورتولو موتي
بورتولو موتي (بالإيطالية: Bortolo Mutti)‏ (11 أغسطس 1954 في إيطاليا - ) هو مدرب كرة قدم ولاعب كرة قدم إيطالي في مركز الهجوم. لعب مع أتالانتا وإنتر ميلان ونادي بريشيا ونادي بيسكارا ونادي كاتانيا ونادي مانتوفا وUS Massese 1919 ‏ ونادي تارانتو 1927 وPro Palazzolo SSD ‏.

## روابط خارجية
- بورتولو موتي على موقع قاعدة بيانات كرة القدم.إي يو (الإنجليزية)
- بورتولو موتي على موقع عالم كرة القدم.نت (الإنجليزية)